# Vojtech Zamarovský
Vojtech Zamarovský (* 5. Oktober 1919 in Zamarovce bei Trenčín; † 26. Juli 2006 in Prag) war ein slowakischer Historiker, Schriftsteller und Übersetzer. Er gilt als Mitbegründer der Sachbuchliteratur in der Tschechoslowakei. In seinen Werken widmete er sich vor allem der ältesten Menschengeschichte und der Popularisierung vorgeschichtlicher Zivilisationen und Mythen.

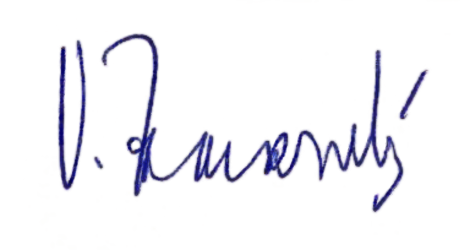
Unterschrift von Vojtech Zamarovský

## Leben
Nach dem Besuch des Gymnasiums in Trenčín (dt. Trentschin) siedelt er nach seinem Abitur 1938 nach Prag um und studiert dort an der Wirtschaftshochschule. Ein Jahr später geht er nach Bratislava, betreibt dort weiter Fernstudium der Ökonomie und studiert Recht, in dem er 1943 promoviert. Bis 1946 arbeitet er bei der Slovenská národná banka (Slowakische Nationalbank), bis 1951 im Amt des Regierungsvorsitzenden in Prag und bis 1953 im Staatlichen Planungsamt. Im gleichen Jahr wird er gezwungen, aus politischen Gründen zurückzutreten. Er erhält eine Stelle beim Státní nakladatelství krásné literatury ("Staatlichen Verlag der schöngeistigen Literatur"). Er beginnt mit Übersetzungen von Fachbüchern, aber auch Belletristik. Nach 1956 macht er sich als Übersetzer selbstständig und publiziert später auch eigene Werke. 1977 unterschrieb er die Anticharta. Gegen Ende seines Lebens erkrankte er an der Parkinson-Krankheit und verbrachte die letzten zwei Monate seines Lebens im Koma.

## Werke
Seine Erstlingswerke sind Fachbücher über Wirtschaft, Fachartikel, Rezensionen, Epiloge und Studien. Sein erstes Buch entstand als Auftragsarbeit des Verlags Mladé letá. Es war ein historischer Reisebericht durch Mesopotamien, das alte Ägypten und antike Griechenland. Durch weiteres autodidaktisches Studium von Kunstwerken, Gebäuden und Geschichte entstanden weitere geschichtlich-populäre Werke über altertümliche Kulturen. Er erstellte eher Abschriften als reine Beschreibungen und legte dabei besonderen Wert auf Ästhetik. Neben der historischen Architektur und Kunstgeschichte schrieb er auch Bücher über altertümliche Mythologie, historische Entdeckungen und Personenbeschreibungen, vor allem Archäologen wie zum Beispiel Heinrich Schliemann. Jedes seiner Bücher beschäftigt sich mit einem interessanten Abriss der Geschichte, wobei er es versteht auch schwierige Themen bildhaft und interessant darzustellen.
Er übersetzte daneben aus dem Englischen, Französischen, Lateinischen und Deutschen und arbeitete an einigen Fernsehproduktionen über das Altertum mit. Seine vierzehn Bücher wurden in vierzehn Sprachen übersetzt, von denen insgesamt über zwei Millionen Exemplare verkauft wurden.

### Deutschsprachige Publikationen
Hinweis: Sein (slowakischer) Vorname „Vojtech“ (deutsch: „Adelbert“) wird in den deutschen Übersetzungen – wie ursprünglich auch im Tschechisch – meistens als „Vojtěch“ geschrieben.
- Den sieben Weltwundern auf der Spur
- Götter und Helden der Antike
- Gilgamesch
- Am Anfang war Sumer [Übers. aus d. Slowak. v. Dietrich Lokys. Wissenschaftl. überarb. v. Kaspar Riemschneider]. – Leipzig : Brockhaus, 1968.
- Auf den Spuren der Hethiter
- Die sieben Weltwunder

### Tschechische / slowakische Publikationen
- 1960  –  Za sedmi divy světa / Za siedmimi divmi sveta – [Sieben Weltwunder] Beschreibung altertümlicher Denkmäler und derer Kulturen
- 1961  –  Za tajemstvím říše Chetitů / Za tajomstvom ríše Chetitov – [Geheimnis des Chetit-Reiches] Hommage an Bedřich Hrozný, der die keltische Keilschrift enträtselte
- 1962  –  Objevení Tróje / Objavenie Tróje – [Entdeckung von Troja] Geschichte archäologischer Grabungen in Troja und Erläuterung altägyptischer Epik und Mythologie
- 1966  –  Na počátku byl Sumer / Na počiatku bol Sumer – [Am Anfang waren die Sumerer] Geschichte der Sumerer
- 1969  –  Bohové a hrdinové antických bájí / Bohovia a hrdinovia antických bájí – [Götter und Helden antiker Sagen] Verzeichnis antiker Mythologie
- 1971  –  Dějiny psané Římem / Dejiny písané Rímom – [Geschichte durch Rom geschrieben] Geschichte des Römischen Reiches
- 1974  –  Řecký zázrak / Grécky zázrak – [Griechisches Wunder] Geschichte des antiken Griechenlands
- 1975  – Gilgameš / Gilgameš – [Gilgamesch] literarische Bearbeitung es Epos der Sumerer über den Gilgamesch
- 1977  –  Jejich veličenstva pyramidy / Ich veličenstvá pyramídy – [Ihre Hoheit Pyramiden], über ägyptische Pyramiden
- 1978  –  Vzkříšení Olympie / Vzkriesenie Olympie – [Entstehung der Olympia] Geschichte der Olympischen Spiele
- 1981  – Aeneas / Aeneas – [Aeneas] literarische Bearbeitung des Epos von Vergil
- 1986  –  Bohové a králové starého Egypta / Bohovia a králi starého Egypta – [Götter und Könige vom alten Ägypten] Geschichte des altertümlichen Ägyptens
- 1987  –  Sinuhet / Sinuhet – [Sinuhe] Geschichte über Sinuhe der Ägypter
- 1888  –  Velké civilizace starověku / Veľké civilizácie staroveku  – [Große Zivilisationen des Altertums] eine dreizehnteilige Dokumentarserie des Slowakischen Fernsehens
- 1992  –  Návrat do starověku / Návrat do staroveku – [Rückkehr in die Urzeit]